# Sport Clube Morabeza
El Sport Clube Morabeza es un equipo de fútbol de Cabo Verde, de la localidad de Nova Sintra, en la isla Brava. Juega en el campeonato regional de Brava.
Posee cuatro títulos regionales y su mayor logro conseguido hasta ahora fue el subcampeonato del campeonato caboverdiano de fútbol de 1985 que perdió con el Sporting Clube da Praia.

## Estadio
El Sport Clube Morabeza juega en el estadio Aquiles de Oliveira de la ciudad de Nova Sintra, el cual comparte con el resto de equipos de la ciudad, ya que en él se juegan todos los partidos del campeonato regional de Brava.

## Palmarés
Campeonato regional de Brava: 4
2004-05, 2006-07, 2008-09 y 2009-10

## Jugadores

### Jugadores internacionales
- Toni Duarte